# 苻雅
苻 雅（ふ が、生没年不詳）は、五胡十六国時代前秦の皇族。略陽郡臨渭県（現在の甘粛省天水市秦安県の東南）の出身。苻堅の一族の末流にあたる。

## 生涯
苻生の在世時、右衛将軍に任じられた。
357年6月、苻堅が帝位に即くと、西県侯に封じられた。
その後、時期は不明だが左衛将軍に任じられた。
367年10月、趙公苻双・晋公苻柳が苻堅に反旗を翻すと、これに魏公苻廋・燕公苻武が呼応して、共同で長安に侵攻する準備を始めた。
368年3月、苻堅の命により、武衛将軍王鑒・寧朔将軍呂光は精鋭を率いて苻双・苻武の討伐に向かい、苻雅は左禁将軍竇衝と共に羽林7千騎を率いてその後詰となった。
4月、前秦軍は苻双らの軍と隃麋（現在の陝西省宝鶏市千陽県）において交戦すると、大勝を収めて1万5千の兵を討ち取るか捕縛した。苻双・苻武は上邽へ敗走したので、前秦軍はさらに進撃して上邽へ侵攻した。
7月、前秦軍は上邽を攻め落として、苻双・苻武を捕らえた。苻雅は秦州刺史に任じられ、上邽の慰撫に当たった。
371年2月、苻雅は使持節・都督秦晋涼雍四州諸軍事・秦州刺史に任じられた。
3月、仇池で内乱が勃発すると、苻堅の命により、苻雅は梁州刺史楊安・并州刺史徐成・羽林左監朱肜・揚武将軍姚萇らと共に歩騎7万を率いて仇池へ侵攻した。
4月、前秦軍が鷲峡（現在の甘粛省隴南市西和県）まで進んだところで、楊纂が5万の兵でこれを阻んだ。東晋の梁州刺史楊亮も督護郭宝・卜靖に1千騎余を与えて仇池救援に向かわせた。両軍は峡中で激突したが、楊纂は大敗を喫して兵卒の3・4割が戦死した。さらに前秦軍は峡中において東晋軍を破り、郭宝・ト靖を戦死させた。これにより楊纂は敗残兵を纏めて撤退した。苻雅は仇池まで侵攻すると、楊統は武都の衆ごと降伏した。楊纂配下の楊他は子の楊碩を苻雅の下へと密かに派遣して帰順を申し出て、内応を約束した。楊纂はこれを大いに恐れ、自らを縛って降伏した。苻雅はその縄を解き、長安へ護送した。
これ以後、苻雅の行跡は史書に記載されていないが、『太平御覧』が引く『秦書』によると、尚書令に任じられている。

## 人物・逸話
- その権略は並ぶ者がおらず、雄毅にして重厚な人柄であり、人々より良将の才があると称賛された[1]。
- 前涼の涼州牧張瓘が前秦からの使者である閻負・梁殊へ、前秦にはどのような名臣・名将がいるかと問うた時、閻負らは雄毅厚重にして権智に果てが無い人物として、李威と共に苻雅の名が挙がっている。
- 苻雅は施しを好み、これを頼って食糧を求めるものが門を埋めるほどだった。苻雅は「今日、天下の物品は常に我の下にあるが、どうして後日貧しくならない事があろうか」と述べ、一日たりとも施さずにいれば安心出来なかったという。当時の人々は「権翼の富は何も為さないが、苻雅の貧は寧を作る」と述べ、その振る舞いを称賛した[1]。